# Богдановский монастырь
Богдановский монастырь (рум. Mănăstirea Bogdana) с церковью «Святого Николая» является старейшим церковным сооружением в Молдове. Церковь с монастырем построил Богдан I в память об освобождении от венгерской короны.
Этот памятник к востоку от Карпат символизирует новое начало и имеет особую историческую, религиозную и культурную роль. Во время правления так называемого Александра Доброго (1400-1432), церковь стала епископской резиденцией. Между 1479 и 1482 годами Стефан Великий поставил на гробницы шести правителей Молдавии прекрасно вырезанные плиты, украшенные обычным мотивом переплетений, разделенных от одной доски к другой, с надписями на церковнославянском или староболгарском языке. У входа в церковь есть надпись периода Богдана III (1517 г.). Он пожертвовал монастырю 800 польских злотых. Церковь была отреставрирована во время правления Александра Лэпушняну, который в 1559 году пристроил огороженное крыльцо и заменил некоторые окна новыми в готическом стиле. 